# 29-та піхотна дивізія (Третій Рейх)
29-та піхотна дивізія (Третій Рейх) (нім. 29. Infanterie-Division) — піхотна дивізія Сухопутних військ Німеччини, що була в складі Вермахту перед початком Другої світової війни. У жовтні 1937 переформована на 29-ту моторизовану дивізію.

## Історія
29-та піхотна дивізія була створена 1 жовтня 1936 в Ерфурті в IX-му військовому окрузі (нім. Wehrkreis IX).

## Райони бойових дій
- Німеччина (жовтень 1936 — жовтень 1937);

## Командування

### Командири
- генерал-лейтенант Густав Антон фон Вітерсгайм (нім. Gustav von Wietersheim) (1 жовтня 1936 — жовтень 1937).